# Михаило VI Стратиотик
Михајло VI Стратиотик (грч. Μιχαήλ ΣΤ΄ Βρίγγας) (?-1059) је био византијски цар (1056—1057) и логотет. Њега је за свог наследника на својој самрти одредила Теодора, ћерке Константина VIII (савладар 976 — 1025, цар 1025—1028). Припадао је цивилном племству, једној од сукобљених страна у Византији током XI века.
Он је био логотет у позним годинама када је од умируће Теодоре преузео власт. Није показивао иницијативу за владањем и у потпуности се повиновао захтевима цивилног племства, о чему најбоље говоре Пселове речи да је он био:
... мање способан да води, него да буде руковођен.
Слепо пратећи захтеве цивилног племства он је одбио да прими представнике војног племства које су предводили стратези Исак Комнин (1057—1059.) и Катакалон Кекавмен и саслуша њихове захтеве, али се на једном од састанака представника власти обратио војсковођама следећим речима:
Или у рат против Персијанаца (Турака Селџука прим. аут.) идите и земље пустошење спречите или ћу ја плате ваше Персијанцима дати да земље те на миру оставе
Последица овог његовог поступка осетила се врло брзо и већ 08. 06. 1057. године је Исак Комнин у Пафлагонији проглашен за цара, а побуњене трупе су се упутиле ка Цариграду. Недалеко од Никеје побуњеници су потукли одреде лојалне Михајлу VI, који је после тога био приморан на преговоре. Његови представници Лихуд и Псел су Исаку понудили титулу цезара и положај престолонаследника, што је он одбио уверен у своју победу. Оваква понуда Исаку је и онима који су Михајла VI подржавали јасно показала његову немоћ, после чега је он изгубио сваку подршку међу племством, а против њега је стала и црква на челу са Керуларијем. У оваквом развоју ситуације, Михајло VI се добровољно повукао са власти и закалуђерио у Аја Софији, а цариградске капије су отворене Исаку Комнину који је 01. 09. 1057. године примио царски венац.